# H-wonder
h-wonder（エイチ・ワンダー、1968年9月23日 - ）は、日本の作詞家、作曲家、編曲家、音楽プロデューサー。元歌手。本名、和田 弘樹（わだ ひろき）。千葉県船橋市出身。SCOOP MUSIC所属。

## 略歴
1995年3月24日、本名の和田弘樹名義でビクターエンタテインメントよりシングル「すべてこのまま抱きしめれば」で歌手としてデビュー。7枚のシングルと3枚のアルバムを発表。1998年6月に歌手活動を休止。現在はh-wonderまたはワダヒロキの名で作曲家、音楽プロデューサーとして活動。
2021年3月17日、自身が楽曲提供をしていた坂本真綾のコンセプトミニアルバム『Duets』の1曲目に収録された「Duet!」にて坂本のデュエットパートナーとして、歌手としては22年ぶりに1曲限りの復帰を果たした。

## ディスコグラフィ
全て「和田弘樹」名義。

### シングル
- すべてこのまま抱きしめれば（1995年3月24日、VIDL-10619）
  - 作詞・作曲・編曲：和田弘樹
    1. すべてこのまま抱きしめれば
    2. Joy
    3. すべてこのまま抱きしめれば (INSTRUMENTAL)

- READY STEADY GO!（1995年8月23日、VIDL-10693）
  - 作詞・作曲・編曲：和田弘樹
    1. READY STEADY GO!
    2. まぶしい季節
    3. READY STEADY GO! (INSTRUMENTAL)

- MYSTIC EYES（1996年4月24日、VIDL-10747）
  - 作詞・作曲：和田弘樹　編曲：和田弘樹・本間昭光
    1. MYSTIC EYES
      - テレビ東京系アニメ『天空のエスカフローネ』エンディングテーマ

    2. CALL
    3. MYSTIC EYES (INSTRUMENTAL)

- 過ぎた恋のあと（1996年11月7日、VIDL-10819）
  - 作詞：谷亜ヒロコ・和田弘樹　作曲：和田弘樹　編曲：和田弘樹・本間昭光
    1. 過ぎた恋のあと
    2. It's gonna be all right.
    3. 過ぎた恋のあと (INSTRUMENTAL)

- dawn（1997年2月21日、VIDL-10839）
  - 作詞：谷亜ヒロコ・和田弘樹　作曲：和田弘樹　編曲：和田弘樹・松本晃彦
    1. dawn
      - テレビ朝日「OH!エルくらぶ」エンディングテーマ
      - 岩手めんこいテレビ「土曜は見っと!」エンディングテーマ

    2. 手を振る
    3. dawn (INSTRUMENTAL)

- チョコレートパフェ（1997年12月17日、VIDL-30167）
  - 作曲・編曲：和田弘樹
    1. チョコレートパフェ
      - 作詞：和田弘樹・北野散歩

    2. boat
      - 作詞：谷亜ヒロコ・和田弘樹

    3. チョコレートパフェ (INSTRUMENTAL)

- きっと大丈夫（1998年4月1日、VIDL-30196）
  - 作曲：和田弘樹

  1. きっと大丈夫
    - 作詞：森浩美　編曲：岩崎琢

  2. あの頃僕たちは
    - 作詞：和田弘樹　編曲：岩崎琢

  3. きっと大丈夫 (INSTRUMENTAL)

- HAPPY（1998年9月30日、NDS-49）
  - 作詞・作曲・編曲：和田弘樹

  1. HAPPY
    - AIR'G “GO・I・S”presents
    - 北海道限定ソング

  2. HAPPY（Original KARAOKE）

### アルバム
1. WONDER HERO（1995年4月21日、VICL-659）
2. WONDER HERO II Brand-New Atlas（1996年6月21日、VICL-756）
3. dawn-bright（1997年4月23日、VICL-60001）

## 楽曲提供
I WiSH
- 「UTS-この世界の下で」（naoと共編曲）

蒼井翔太
- 「ホタル」（作曲）
- 「ゆびきり」（作曲）
- 「一光年」（作曲）

芦田愛菜
- 「ステキな日曜日〜Gyu Gyu グッデイ!〜」（編曲・キーボード）
- 「ずっとずっとトモダチ」（編曲・キーボード）
- 「ハッピーラッキー☆ゴー!」（編曲・キーボード）

AZU
- 「最後の恋」（作曲・編曲）
- 「For You」（作曲・編曲・サウンドプロデュース）
- 「IN MY LIFE」（作曲・編曲・サウンドプロデュース）
- 「LOVE HUG」（作曲・編曲・サウンドプロデュース）

AFTERSCHOOL
- 「Because of you [Japan Ver.]」（編曲）
- 「Diva [Japan Ver.]」（編曲）

天野浩成
- 「A day in the life」（編曲）
- 「コーヒー」（編曲）

AARON
- 「MOISTURIZING」（編曲）
- 「SKYWALKERS」（編曲）
- 「Gelato」（編曲）
- 「Young & Wild」（編曲）
- 「モノクローム・ダンディー」（編曲）
- 「Never Let You Go」（編曲）

E-girls
- 「READY GO」（編曲）
- 「THE NEVER ENDING STORY」（編曲）
- 「ただいま! (Album special Version)」（編曲）

上戸彩
- 「Flower」（作曲・編曲）
- 「Where is love?」（編曲）
- 「name of love」（編曲）

上野優華
- 「虹色シャボン玉」（作曲）

上原多香子
- 「Changin' my heart」（編曲）

EXILE
- 「Distance」（編曲）
- 「We Will 〜あの場所で〜」（編曲）
- 「Eternal...」（編曲）
- 「Carry on」（編曲）
- 「運命のヒト」（編曲）
- 「DIAMOND」（作曲・編曲）
- 「Everything」（作曲・編曲）
- 「Giver」（編曲）
- 「Change My Mind」（編曲）
- 「Together」（編曲）
- 「Someday」（編曲）
- 「GOING ON」（編曲）
- 「Ring your bell」（編曲）
- 「M&A」（編曲）
- 「永遠」（作曲・編曲）
- 「Love,Dream&Happiness」（編曲）
- 「No Other Man」（編曲）
- 「Dream Catcher」（編曲）
- 「A leaf ～〜旋状のサヨナラ〜」（編曲）
- 「手紙」（編曲）
- 「JOY」（編曲）
- 「Emotional Beat」（作曲・編曲）

EXILE&倖田來未
- 「WON'T BE LONG」（編曲）

MBLAQ
- 「Your Luv」（編曲・プロデュース）
- 「ダイジョウブ」（編曲・プロデュース）

大塚千弘
- 「約束」（作曲・編曲）
- 「愛してく…」（編曲）

ON/OFF
- 「ふたつの鼓動と赤い罪」（編曲）
- 「シグナル」（編曲）
- 「輪廻 -ロンド-」（編曲）
- 「GO∞2」（編曲）

加藤和樹
- 「instinctive love」（TAKUYAと共編曲）

喜多修平
- 「Breakin' through」（TAKUYAと共編曲・キーボード）
- 「一斉の声」（TAKUYAと共編曲・キーボード）

北乃きい
- 「じぶんのうた」（作曲）

金月真美
- 「ずっとずっと」（共作詞・作曲・編曲）（作詞は富田京子と共作）
- 「TO LOVE,TO YOU」（作詞・作曲・編曲）
- 「信じる場所へ」（共作詞・作曲・編曲）（作詞は谷亜ヒロコと共作）
- 「プライド」（共作詞・作曲・編曲）（作詞は谷亜ヒロコと共作）
- 「僕でいるために」（作曲・編曲）
- 「僕らの時代」（共作詞・作曲・編曲）（作詞は谷亜ヒロコと共作）

JUNO
- 「Everything」（作曲・編曲）
- 「Triangle Love」（編曲）
- 「YOU」（編曲）
- 「その髪も 指も 唇も...」（編曲）

工藤静香
- 「心のチカラ」（作曲・編曲）
- 「存在」（作曲・編曲）

栗林みな実
- 「マロンな両想い」（編曲[1]）

ケツメイシ
- 「moyamoya」（編曲）

倖田來未
- 「Your Song」（編曲）
- 「Trust Your Love」（編曲）
- 「STILL IN LOVE」（編曲）
- 「So Into You」（編曲）
- 「COLOR OF SOUL」（編曲）
- 「It's too late」（編曲）
- 「love across the ocean」（編曲）
- 「the meaning of peace」（編曲）
- 「m・a・z・e」（813と共編曲）
- 「real Emotion」（編曲）
- 「COME WITH ME」（作曲・編曲）
- 「Gentle Words」（編曲）
- 「キューティーハニー」（編曲）
- 「The theme of Sister Jill」（斉藤修と共編曲）
- 「Into your heart」（編曲）
- 「Chase」（編曲）
- 「LOVE HOLIC」（編曲）
- 「hands」（編曲）
- 「Through the sky」（編曲）
- 「Star」（編曲）
- 「No Regret」（作曲）
- 「WIND」（編曲）
- 「With your smile」（編曲）
- 「ふたりで…」（編曲）
- 「girls」（編曲）
- 「Moon Crying」（安部潤と共編曲）
- 「Got To Be Real」（編曲）
- 「feel me」（編曲）
- 「My Dream」（編曲）
- 「Till Morning Comes」（編曲）
- 「come back」（編曲）
- 「Can't Lose」（編曲）
- 「BOY FRIEND?」（編曲）
- 「Your only one」（編曲）
- 「Let's Party」（編曲）
- 「ミルクティー」（編曲）
- 「Twinkle」（編曲）
- 「恋の魔法」（編曲）
- 「Joyful」（編曲）
- 「Venus」（編曲）
- 「さよならの向う側」（編曲）
- 「どうにもとまらない」（編曲）

倖田來未×misono
- 「It's all Love!」（編曲）

こだまさおり
- 「シネマスカイ」（作曲・編曲）

コダマセントラルステーション
- 「I am Superstar」（編曲）
- 「FEEL FUNK MORE」（編曲）
- 「ヤングウーマン」（編曲）

後藤真希
- 「ねぇ、、、」（編曲）

寿美菜子
- 「プリズム」（編曲）
- 「pretty fever」（編曲）

坂本真綾
- 「ループ」（作曲・編曲）
- 「スピカ」（作曲・編曲）
- 「ハニー・カム」（作曲・編曲）
- 「冬ですか」（作曲・編曲）
- 「That is To Say」（作曲・編曲）
- 「action!」（作曲・編曲）
- 「言葉にできない」（編曲）

さくら学院
- 「Magic Melody」（編曲）

佐々木恵梨
- 「Believe in my fairytale」（編曲）

三代目J Soul Brothers from EXILE TRIBE
- 「風の中、歩き出す」（作曲・編曲）
- 「Wedding Bell 〜素晴らしきかな人生〜」（作曲・編曲）
- 「On The Road〜夢の途中〜」（作曲・編曲）
- 「空に住む〜Living in your sky〜」（作曲・編曲）

GENERATIONS from EXILE TRIBE
- 「EVERLASTING」（編曲）
- 「空」（編曲）

島谷ひとみ
- 「Perseus-ペルセウス-」（編曲）

下川みくに
- 「ETERNAL WIND 〜ほほえみは光る風の中〜」（編曲）

JYJ
- 「Get Ready」（作曲・編曲）

ジャニーズ事務所関連
- 嵐
  - 「君がいいんだ」（編曲）

- Kis-My-Ft2
  - 「キスしちゃうぞ」（編曲）

- GOLF&MIKE
  - 「恋人」（編曲）

- 玉森裕太
  - 「T song 1 〜CAN TRY〜」（作詞・作曲）

- テゴマス
  - 「キッス 〜帰り道のラブソング〜」（編曲）
  - 「アイアイ傘」（編曲）
  - 「夜は星をながめておくれ」（編曲）
  - 「雪だるま」（編曲）
  - 「タイムマシン」（編曲）

- 中田大智、濵田崇裕
  - 「Stay Gold」（作曲）

- NEWS
  - 「Best Friend」（編曲）
  - 「with me」（編曲）
  - 「Sweet Martini」（編曲）
  - 「ずっと」（編曲）
  - 「真冬のナガレボシ」（編曲）

- Hey! Say! JUMP
  - 「Your Seed」（作曲）
  - 「二人掛けの場所」（編曲）
  - 「GET!!」（作曲）
  - 「桜、咲いたよ」（編曲）
  - 「真紅」（編曲）
  - 「ガンバレッツゴー!」（作曲・編曲）

- V6
  - 「COSMIC RESCUE」（編曲）
  - 「2nd bell」（編曲）
  - 「way of life」（編曲）
  - 「Twilight emotion」（編曲）
  - 「LET'S SING A SONG」（編曲）
  - 「SHINY DAY」（編曲）
  - 「特別な夜は平凡な夜の次に来る」（編曲）
  - 「キミヘノコトバ」（編曲）

SHU-I
- 「Kiss My Life」（編曲）

Sugar
- 「Present」（作曲・編曲）
- 「Life is wonderful」（作曲・編曲）
- 「Honesty」（編曲）
- 「Happy Go Lucky」（編曲）
- 「The One」（作曲・編曲）
- 「COLOR 4 WISHES」（作曲・編曲）

Juliet
- 「愛のコトバ」（作曲・編曲）

JUNNA
- 「Steppin´ Out」（作曲・編曲・プログラミング）

SHY
- 「花」（作曲・編曲）

JONTE
- 「千の涙」（編曲）
- 「幻影 〜まぼろし〜」（編曲）

鈴木亜美
- 「Carry out」（編曲）
- 「For yourself」（編曲）

スターダストプロモーション関連
- たこやきレインボー
  - 「MBS 〜家族の歌〜」（編曲）

- チームしゃちほこ
  - 「OEOEO」（編曲）
  - 「大好きっ!」（編曲）

- 超特急
  - 「Kura☆Kura」（編曲）
  - 「gr8est journey」（編曲）
  - 「Fantasy Love Train 〜君の元までつながるRail〜」（編曲）

CEYREN
- 「YOU」（原田憲と共編曲）

Sonar Pocket
- 「愛をこめて贈る歌」（編曲）

SORA
- 「きみに逢いたくて」（作曲・編曲）

TAKUYA
- 「54it 2004」（編曲）

田原俊彦
- 「Cordially」（編曲）
- 「Dynamite Survival -I WILL SURVIVE-」（編曲）
- 「メロディー <着信音>」（編曲）
- 「DO-YO」（編曲）

玉置成実
- 「Complete」（編曲・サウンドプロデュース）
- 「day by day」（編曲）

田村ゆかり
- 「Don't wake me☆Up」（編曲）
- 「Luminous Party」（編曲）

Cheeky Parade
- 「Let´s Party!」（編曲）

超新星
- 「SUPERSTAR 〜REBORN〜」（編曲）

ChouCho
- 「DreamRiser」（編曲）
- 「Starting up」（編曲）
- 「大切な宝物」（作曲・編曲）
- 「Hello,Hello,Hello」（作曲・編曲）

TRF
- 「Live Your Days」（編曲）
- 「Memorial Snow」（編曲）

DEEP
- 「Close To You」（編曲）
- 「涙が落ちないように」（編曲）
- 「Blue Sky」（編曲）
- 「君のいない道」（編曲）
- 「Miss you」（作曲・編曲）
- 「3.Summer time cruisin' (Album Mix)」（編曲）

2AM
- 「Birthday」（作曲・編曲）

10,000 Promises.
- 「One True Love」（作曲・編曲）
- 「雨が上がり僕の心は」（作曲・編曲）

東方神起
- 「Sky」（作曲・編曲）
- 「miss you」（編曲）
- 「Summer Dream」（編曲）
- 「Rainy Night」（YUCHUNと共編曲）
- 「Shelter」（JEJUNGと共編曲）
- 「Break up the shell」（作曲・編曲）
- 「Hello again」（編曲）
- 「Somebody To Love -2011 Version-」（編曲）

戸田恵子
- 「CAT'S EYE」（編曲）
- 「V.I.P」（編曲）

Trignal
- 「ORIGINAL COLOR」（編曲）

dream
- 「そよ風の調べ」（作曲・編曲）
- 「ヒマワリ」（編曲）
- 「プレゼント」（編曲）

AAA
- 「ハレルヤ」（作曲・編曲・キーボード）
- 「Winter lander!!」（編曲）
- 「Crying Freeman」（編曲）
- 「Welcome to This World」（編曲）
- 「ミカンセイ」（作曲）

TRUE
- 「キネマ」（作曲・編曲）
- 「ヒカリ」（作曲・編曲）

9nine
- 「やさしい雨」（編曲）
- 「Sparkling Days」（編曲）

中川翔子
- 「Brilliant Dream 〜Remix Version〜」（編曲）

新山詩織
- 「今 ここにいる」（作曲）

PaniCrew
- 「Attitude」（編曲）

VANILLASKY
- 「Endless Story」（編曲・プロデュース）
- 「ONE」（編曲・プロデュース）
- 「Beside」（編曲・プロデュース）
- 「P.P.P.」（編曲・プロデュース）
- 「24/7」（編曲・プロデュース）
- 「FLY TO THE SKY」（共編曲・プロデュース）（編曲はROMACHAと共同）
- 「MISSING U」（編曲・プロデュース）
- 「I´m In Love」（共作曲・編曲・プロデュース）（作曲はROMACHAと共作）
- 「花火」（編曲・プロデュース）

日向坂46
- 「愛のひきこもり」（編曲）

広瀬香美
- 「黄昏」（編曲）
- 「Velvet」（編曲）
- 「振り向かないで」（編曲）
- 「The Shining Story」（編曲）
- 「白いブーツ」（編曲）
- 「sayonara」（編曲）
- 「歌いたいの」（編曲）
- 「サッカーボールみたいに転がって」（編曲）
- 「Silent Night Candle Light」（編曲）
- 「Sometimes...」（編曲）
- 「冬のモチベーション」（編曲）
- 「サタデー☆ラバーズ」（編曲）
- 「Love Award」（編曲）
- 「LOVE-MEETING」（編曲）

P-Rhythm
- 「花火」（編曲）

Full Of Harmony
- 「Exclusive」（作曲・編曲）
- 「UTAKATA」（作曲・編曲）

Folder5
- 「FAKE」（作曲・編曲）
- 「Magical Eyes-mochi2wondermix-」（編曲）
- 「あの空のむこう」（作曲・編曲）

Flower
- 「Fadeless Love」（編曲）
- 「be with you」（編曲）

FLAME
- 「Shiny Road」（編曲）

BoA
- 「Every Heart -ミンナノキモチ-」（編曲）
- 「BESIDE YOU -僕を呼ぶ声-」（編曲）
- 「DOUBLE」（編曲）
- 「QUINCY」（編曲）
- 「Your Color」（編曲）
- 「KEY OF HEART」 （作曲・編曲）
- 「Beautiful Flowers」（作曲・編曲）
- 「LOSE YOUR MIND」（編曲）
- 「be with you.」（作曲・編曲）
- 「AGGRESSIVE」（編曲）
- 「Sparkling」（編曲）
- 「VALENTI 〜BEST&USA Version〜」（編曲）

myco
- 「Your Song」（編曲）

MAX
- 「Spring rain」（編曲）
- 「Crazy in my love」（編曲・キーボード）

三浦涼介
- 「escape」（編曲）

三重野瞳
- 「恋のかけら」（作曲）

水樹奈々
- 「Fun Fun★People」（作曲・編曲）
- 「RODEO COWGIRL」（作曲・編曲・プログラミング）

miCKun
- 「Heaven's Lover」（編曲）

mihimaru GT
- 「Switch」（編曲）
- 「愛のヒカリ」（作曲・編曲）

May'n
- 「SUMMER DREAM」（作曲・編曲）

森進一
- 「桜坂」（編曲）
- 「蕾」（編曲）

安野希世乃
- 「I remember」（作曲・編曲・プログラミング・アコースティックピアノ）（作詞は古屋真と共作）

U-KISS
- 「Dear My Friend」（編曲）
- 「Orion」（作曲・編曲）
- 「Super Special Lady」（編曲）

Love
- 「I wish you」（編曲）
- 「大切なキモチ」（編曲）
- 「片思い」（編曲・サウンドプロデュース）
- 「君の横顔 〜Eternal First Love〜」（編曲・サウンドプロデュース）
- 「君のために僕ができること」（編曲・サウンドプロデュース）
- 「あなたの言葉」（作曲・編曲・サウンドプロデュース）
- 「私はアナタにウソをつく」（編曲）

Lead
- 「真夏のMagic (MOCH² BRANDNEW CLUB TRACK)」（リミックス）
- 「君と歩く未来」（編曲）
- 「LOVE RAIN」（編曲）
- 「SHAKE UP」（MOTSUと共編曲）
- 「Only You Can Hurt Me」（編曲）

### アニメ・ゲームソング関連
あんハピ♪
- 「とりぷるトラブル」（編曲）

恋する小惑星
- 「夜空」（作曲・編曲）

最弱無敗の神装機竜
- 「リトルラブ・リトルキス」（作曲・編曲）

マクロスシリーズ
- マクロスΔ
  - 「GIRAFFE BLUES」（作曲・編曲）

あんさんぶるスターズ!!
- 「Sunlit Smile!」（作曲・編曲）
- 「Mystic Fragrance」（作曲・編曲）

### CM
- サッポロビール（ラジオCM。元歌は「dawn-bright」収録の「Weekender」）